# 白色火车

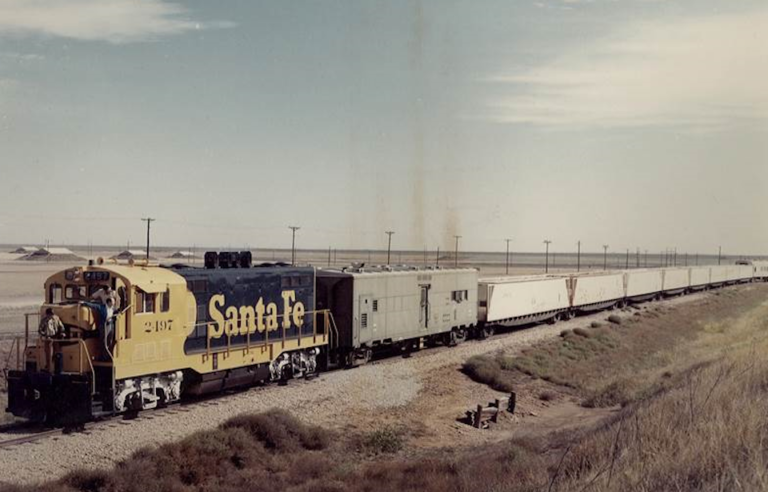
白色火车

白色火车是冷戰時期美国能源部專門用來运输核武器的裝甲鐵路列车。1951年至1987年间，美國能源部安全运输办公室通過白色火车将核武器从位于德克萨斯州狭长地带的潘泰克斯工厂运出。 由於擔心受到反核運動人士的阻撓，白色火车上還設有一系列防御武器。 火车為避免引起注意還多次改变車身颜色。後來美国能源部开始用卡车秘密运输核武器。 一些白色火车车厢後來不再行駛，而且成為阿马里洛铁路博物馆裡面的展品 ，而其他一些車廂则由潘泰克斯工厂收藏。